# El Gallo, Tantoyuca
El Gallo är en ort i Mexiko.   Den ligger i kommunen Tantoyuca och delstaten Veracruz, i den sydöstra delen av landet, 240 km norr om huvudstaden Mexico City. El Gallo ligger 123 meter över havet och antalet invånare är 272.
Terrängen runt El Gallo är platt, och sluttar österut. Runt El Gallo är det ganska tätbefolkat, med 72 invånare per kvadratkilometer. Närmaste större samhälle är Tantoyuca, 7,2 km väster om El Gallo. Trakten runt El Gallo består till största delen av jordbruksmark.